# William Duncan MacMillan
William Duncan MacMillan (* 24. Juli 1871 in La Crosse (Wisconsin); † 14. November 1948 in Saint Paul (Minnesota)) war ein US-amerikanischer Mathematiker und Astronom.

## Leben
William Duncan MacMillan wurde am 24. Juli 1871 als Sohn von Duncan D. Macmillan und Mary Jean MacCrea in La Crosse geboren. Dort absolvierte er 1888 die La Crosse High School, wechselte dann an das Lake Forest College, studierte anschließend zunächst an der University of Virginia, dann an der Fort Worth University, der heutigen Oklahoma City University, wo er 1898 seinen Bachelor-Abschluss machte. Schließlich ging er an die University of Chicago, wo er 1906 den Master-Abschluss erhielt und den Großteil seines Arbeitslebens verbrachte. Dort wurde er 1908 mit der Dissertation Periodic Orbits about an Oblate Spheroid (Periodische Umlaufbahnen um einen abgeplatteten Spheroiden), in der er die Existenz von Bahnen nachwies, die eine Periodizität mit einem oder mit mehreren Umläufen pro Periode zeigen, promoviert. 
MacMillan hatte von 1907 bis 1908 eine Assistentenstelle in der Geologie, von 1908 bis 1909 in der Mathematik und Astronomie und hatte anschließend eine Reihe von Astronomiestellen an der Universität, bis er 1936 Emeritus wurde.
MacMillan verfasste erfolgreiche Lehrbücher über theoretische Mechanik, siehe unten.
Sein wissenschaftliches Interesse galt der Kosmologie, wo er allerdings, rückschauend betrachtet, nicht sonderlich erfolgreich war. Er war ein Anhänger der sogenannten Steady-State-Theorien, die einen im Großen und Ganzen unveränderlichen und ewigen Kosmos postulieren, die aber nach Entdeckung der Expansion des Weltalls und der kosmischen Hintergrundstrahlung von den meisten Kosmologen aufgegeben wurden.
Nach MacMillan könnte sogar ein einzelner Stern ewig existieren, in seiner Arbeit On Stellar Evolution (Über Sternentwicklung) beschrieb er einen entsprechenden Gleichgewichtsprozess. Die von den Sternen ausgehende Strahlung wird langsam vom Äther absorbiert, die sich dadurch aufbauende Energie wird in die Erzeugung neuer Atome umgesetzt und der Stern nimmt auf seinem Weg durch das Weltall diese Teilchen wieder auf. In schreibt er, der Kosmos sei wie die Oberfläche des Ozeans, niemals zweimal gleich, aber doch immer dieselbe.
MacMillan lehnte die Relativitätstheorie ab, er postulierte eine absolute Zeit im Sinne Newtons.
Auch die entdeckte Expansion des Weltalls lehnte er ab, indem er die beobachtete Rotverschiebung als eine Art Ermüdung des Lichts und damit einhergehende langsame Energieabgabe an den Raum interpretierte. MacMillans kosmologische Theorien wurden von Robert Millikan, den er gut aus gemeinsamer Chicagoer Zeit kannte, aufgegriffen. In Europa hatte Walther Nernst unabhängig ähnliche Ansichten formuliert, aber gegenseitige Zitate gab es nicht.
Der Wissenschaftshistoriker Helge Kragh spricht dennoch vom Nernst-MacMillan-Universum.
Die Steady-State-Theorie im engeren Sinne ist die 1948 von Fred Hoyle, Hermann Bondi und Thomas Gold veröffentlichte Theorie, die allerdings die Expansion als gegeben hinnimmt und den stabilen Zustand durch Erzeugungsprozesse von Massen als Ausgleich zur Expansion zu erklären sucht. Darin werden die Arbeiten von MacMillan, Millikan oder Nernst nicht zitiert. Auch von anderen Kosmologen wurden diese Arbeiten weitgehend ignoriert.
MacMillan trat 1936 in den Ruhestand, er starb am 14. November 1948 im Alter von 77 Jahren.

## Bücher
- William Duncan MacMillan: Periodic Orbits About An Oblate Spheroid (1909). Hrsg.: Kessinger Pub. Co. ISBN 1-166-56557-2 (englisch).
- William Duncan MacMillan: Statics and the Dynamics of a Particle. Hrsg.: McGraw-Hill Book Company. London 1927 (englisch, archive.org).
- William Duncan MacMillan: The Theory of the Potential. Hrsg.: Dover Publications Inc. New York 1930 (englisch, archive.org).
- William Duncan MacMillan: Dynamics of rigid bodies. Hrsg.: Dover Publications Inc. New York 1936 (englisch, archive.org).

## Ehrungen
- Im Jahre 1970 benannte die Internationale Astronomische Union den Mondkrater MacMillan offiziell nach William Duncan MacMillan.[8]